# CP 47,497
CP 47,497 är en cannabinoid. Ämnet utvecklades av Pfizer under 1980-talet. Substansen har analgetisk effekt och används i forskning, men inte i några registrerade läkemedel.

## Analoger
Ett antal analoger med olika lång kolvätekedja på fenolgruppens 5-position förekommer. Dessa namnges som CP 47,497-Cn, där n är den raka kolvätekedjans längd, och den ursprungliga CP 47,497 därför är CP 47,497-C7 eftersom den har en heptylkedja. CP 47,497-C8 är en av de aktiva ingredienserna i spice. Vanligen förekommande analoger är:    
- CP 47,497-C6: 5-(1,1-dimetylhexyl)-2-((1R,3S)-3-hydroxicyklohexyl)-fenol
- CP 47,497-C7: 5-(1,1-dimetylheptyl)-2-((1R,3S)-3-hydroxicyklohexyl)-fenol
- CP 47,497-C8: 5-(1,1-dimetyloktyl)-2-((1R,3S)-3-hydroxicyklohexyl)-fenol
- CP 47,497-C9: 5-(1,1-dimetylnonyl)-2-((1R,3S)-3-hydroxicyklohexyl)-fenol

CP 47,497-C6, -C7, -C8 och -C9 är alla narkotikaklassade och ingår i förteckning I i Sverige.